# Welsh International 1994
Die Welsh International 1994 im Badminton fanden Anfang Dezember 1994 in Cardiff statt.

## Medaillengewinner
| Disziplin    | Gold                          | Silber                        | Bronze                              |
| ------------ | ----------------------------- | ----------------------------- | ----------------------------------- |
| Herreneinzel | Peter Rasmussen               | Peter Kreulitsch              | Jaimie Dawson                       |
| Herreneinzel | Peter Rasmussen               | Peter Kreulitsch              | Pedro Vanneste                      |
| Dameneinzel  | Denyse Julien                 | Anne Gibson                   | Tanya Woodward                      |
| Dameneinzel  | Denyse Julien                 | Anne Gibson                   | Justine Willmott                    |
| Herrendoppel | Andrei Antropow Nikolai Sujew | Nick Ponting Julian Robertson | Gordon Haldane Russell Hogg         |
| Herrendoppel | Andrei Antropow Nikolai Sujew | Nick Ponting Julian Robertson | Brent Olynyk Darryl Yung            |
| Damendoppel  | Julie Bradbury Joanne Wright  | Si-an Deng Denyse Julien      | Natasha Groves-Burke Sarah Williams |
| Damendoppel  | Julie Bradbury Joanne Wright  | Si-an Deng Denyse Julien      | Swetlana Alferowa Marina Jakuscheva |
| Mixed        | Nick Ponting Joanne Wright    | James Anderson Emma Constable | Darryl Yung Si-an Deng              |
| Mixed        | Nick Ponting Joanne Wright    | James Anderson Emma Constable | Dave Wright Nichola Beck            |